# کانت د مار
کانت د مار (به اسپانیایی: Canet de Mar) یک شهرستان در اسپانیا است که در بارسلون واقع شده‌است.

## خصوصیات
کانت د مار ۵٫۵۶ کیلومترمربع مساحت و ۱۴٬۲۰۰ نفر جمعیت دارد و ۱۵ متر بالاتر از سطح دریا واقع شده‌است.